# Karpoš
Petăr Karpoš in bulgaro Петър Карпош? (... – Skopje, 1689) è stato un aiducco, un ribelle bulgaro contro il dominio ottomano durante la Grande Guerra Turca e durante l'Incendio di Skopje.
Per provocare i bulgari contro l'Impero ottomano, fu proclamato re di Bulgaria, sotto la sovranità dell'imperatore del Sacro Romano Impero, Leopoldo I d'Asburgo. È conosciuto come un impostore ed è chiamato re di Kumanovo, perché controllava solo il territorio intorno a questa città.
La rivolta che ne fece un impostore è chiamata rivolta di Karpoš. Dopo la sua soppressione da parte dei Tartari di Crimea, la sua testa fu impalata alla fine del 1689 sul Ponte di pietra di Skopje. 
Da lui prende il nome uno dei comuni di Skopje, Karpoš.